# Kapedes
Kapedes (en griego: Καπέδες) es un pueblo ubicado en el Distrito de Nicosia de Chipre.